# Lygeum spartum

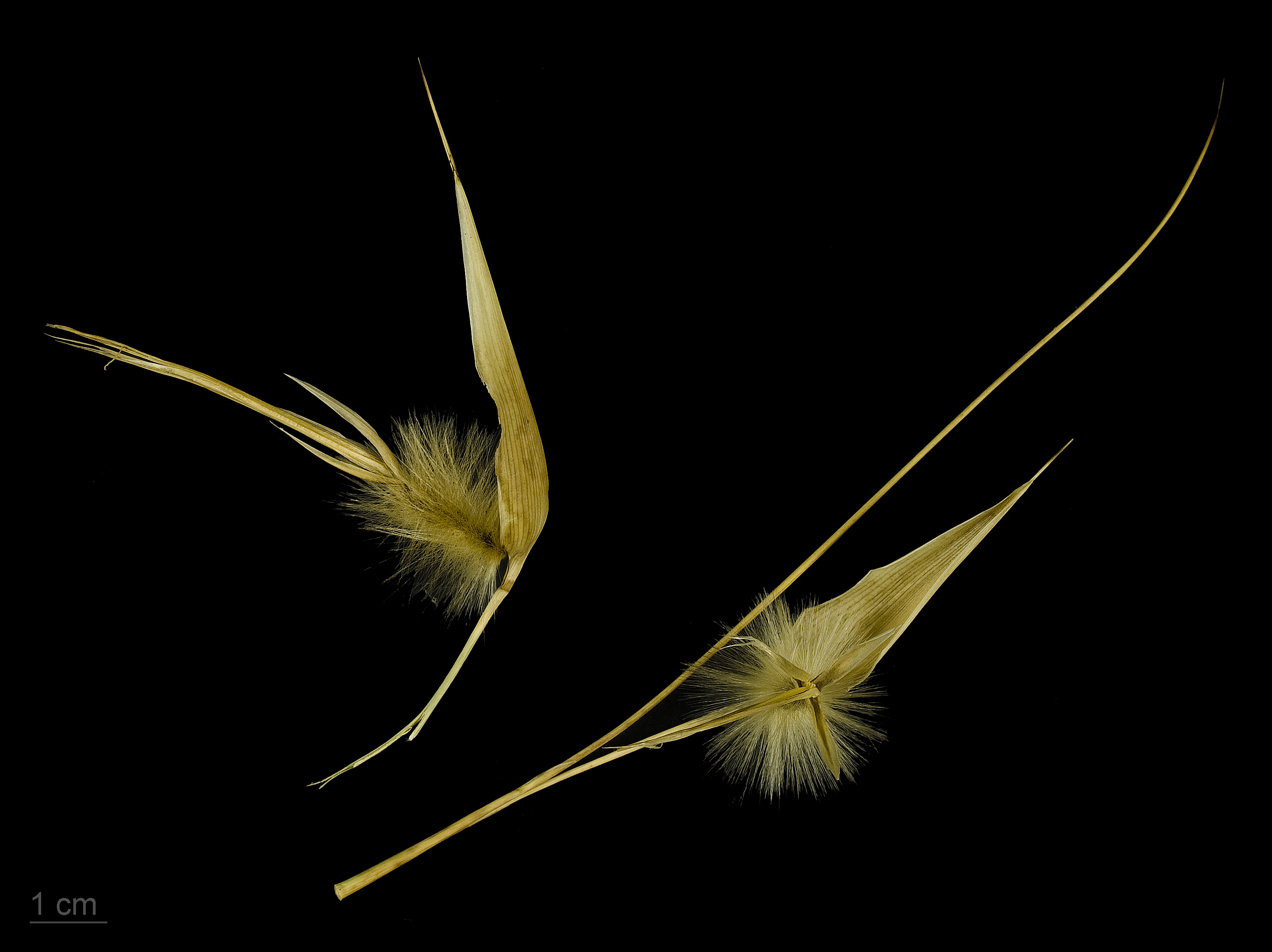
Lygeum spartum

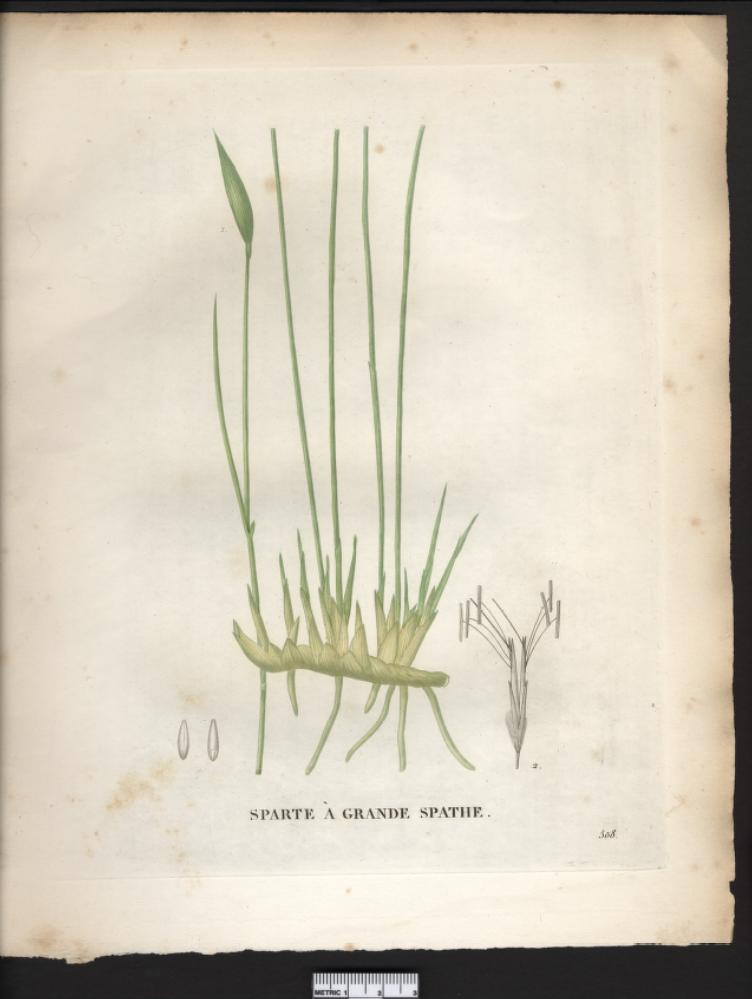
Ilustración

Lygeum es un género monotípico de plantas perteneciente a la familia de las gramíneas (Poaceae). Su única especie es el albardín, cuyo nombre científico es Lygeum spartum, y es propia de zonas secas sobre sustratos arcillosos o margosos, yesíferos o salinos de la cuenca mediterránea. Se la suele confundir con el esparto, aunque el verdadero esparto es la especie Stipa tenacissima.

## Descripción
Es una planta herbácea perenne y rizomatosa,  de hasta un metro de altura, de color verde amarillento a blanquecino. Sus tallos forman gruesos ramos cubiertos en la base de escamas. Las hojas, con aspecto de junco y de hasta 50 cm de largo están enrolladas, reduciendo de este modo la pérdida de agua por transpiración. Son rectas, unciformes, duras y tenaces, y tiene en la industria papelera usos similares al esparto, pero de menor calidad técnica
Las flores forman una espiguilla cubierta de largos pelos sedosos rodeada de una vaina, de 3 a 9 cm, a modo de espata con aspecto de papel. Si la observamos sin la flor se puede confundir con el esparto (Stipa tenacissima).

## Localización
Es común en la península ibérica, especialmente en el Valle del Ebro, y en el este de la Península. En España se extiende por el este, el sur y las islas Baleares.
Ha dado algunos topónimos, como El Albardinal, en Murcia (España).
Es una especie propia de las estepas ibéricas.
También se encuentra en Italia y por toda la ribera sur del mar Mediterráneo, desde Marruecos hasta Egipto.

## Usos
Antaño tenía utilidad industrial. En Aragón se segaban las hojas para trenzarlas y confeccionar cuerdas bastas denominadas "fencejos" (vencejos) con las que atar los fajos de mies tras la siega del cereal.
También la utilizaban para hacer los jergones o camastros para los soldados, una vez se trituraba su hoja. 
En Níjar (Almería),  se empleaba para el embalaje de la cerámica en cajas, para protegerla de los golpes en el transporte. Parecido uso se le daba en Murcia, en este caso para proteger a los melones en su transporte.
Usado también como pasto para el ganado ovino y caprino. Del mismo modo que el esparto, se usaba en la fabricación de cestería 
Actualmente se reconoce su valor ecológico por su importancia como protector del suelo.

## Taxonomía
Lygeum spartum fue descrita por (L.) Kunth y publicado en Genera Plantarum, ed. 5 addend.: [522]. 1754.
Etimología
Como indica su nombre, spartum procede del griego spárton, (esparto), haciendo referencia a la similitud entre el albardín y el esparto.
Citología
Número de cromosomas de Lygeum spartum y táxones infraespecíficos: 2n=40
Sinonimia
- Lygeum apiculatum Gand.
- Lygeum insulare Gand.
- Lygeum loscosii Gand.
- Lygeum murcicum Gand.
- Lygeum spartum var. longispathum Trab.
- Lygeum spathaceum Lam.
- Lygeum tenax Salisb.[4]

## Nombre común
- Castellano: albardin, albardín, atochín, barceo y berceo,[5] barrón, esparto, esparto basto, esparto borde, esparto hembra, esparto morisco, falso esparto, lastón.[6]